# Hildegard Puwak
Hildegard Carola Puwak, née le 16 septembre 1949 à Reșița en Roumanie et morte le 25 mai 2018, est une femme politique roumaine appartenant à la minorité allemande.
Elle est ministre de l'Intégration européenne de 2000 à octobre 2003 dans le gouvernement d'Adrian Năstase.

## Biographie
Hildegard Puwak a été jusqu'en 2004 l'une des 105 membres de la Convention sur l'avenir de l'Europe chargée de rédiger le traité établissant une constitution pour l'Europe, représentant le gouvernement roumain.
Alors que Bruxelles ne cesse de demander à la Roumanie de prendre des mesures draconiennes contre la corruption, un nouveau scandale financier vient, en août 2003, d'écorner l'image de ce pays, dont l'entrée dans l'Union européenne (UE) est prévue pour 2007. La ministre roumaine de l'Intégration européenne, Hildegard Puwak, est accusée par la BBC-Roumanie d'avoir validé un virement non-remboursable de 150 000 euros de fonds européens sur le compte de la société Geroconsult, gérée par son époux et son fils. L'argent, tiré du programme européen Leonardo da Vinci, était destiné à la formation professionnelle et a été demandé trois semaines après qu'elle eut pris ses fonctions de ministre. Cette nouvelle affaire embarrasse ledit gouvernement roumain, très critiqué pour sa mauvaise gestion des fonds européens. Néanmoins, ni ce gouvernement ni le parti au pouvoir ne l'ont inculpée au motif qu'elle n'aurait enfreint aucune loi, ce qui est confirmé par le bureau du procureur anti-corruption. Elle a néanmoins démissionné avec deux autres ministres le 21 octobre 2003.